# Johan Untersteiner
Johan Peter Untersteiner, född 12 augusti 1984 i Halmstad i Hallands län, är en svensk travkusk och travtränare. Han är son till Peter Untersteiner. Han började karriären som lärling hos Stefan Hultman och senare Roger Walmann. Sedan 2014 har han varit proffstränare vid Halmstadtravet. Han har tränat/tränar stjärnhästar som Cyber Lane, Day or Night In, Pastore Bob, Dear Friend och Guzz Mearas. Han utsågs till "Årets Tränare" 2017.
Han anlitas ibland även som kusk åt andra tränare och har då kört hästar som Giant Diablo, Magic Tonight, Propulsion, B.B.S.Sugarlight, Deuxieme Picsous, Carabinieri och Aetos Kronos.

## Karriär

### Tidig karriär

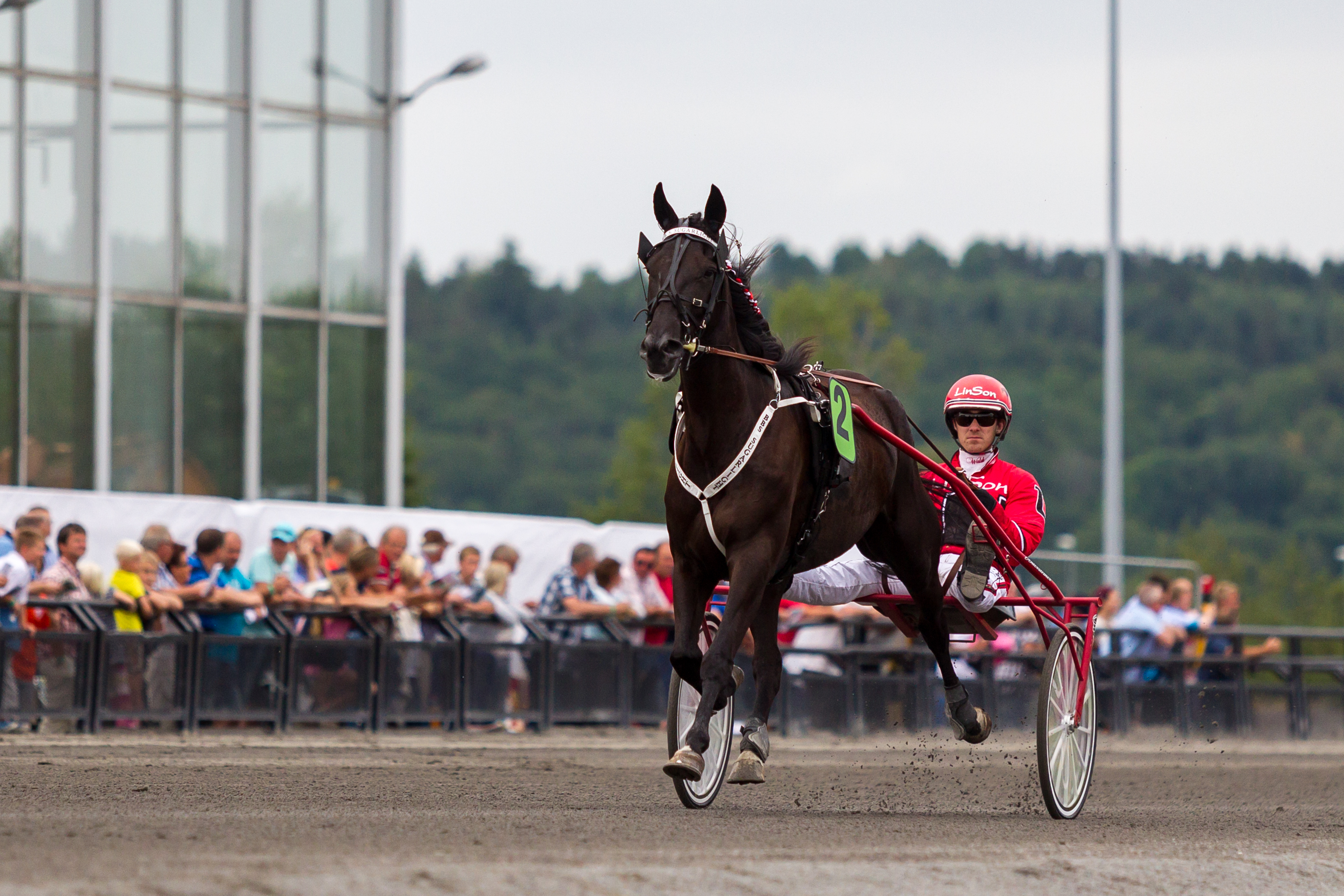
Johan Untersteiner och B.B.S. Sugarlight på Jarlsberg Travbane 2014.

Johan Untersteiner vann sitt första travlopp som 17-åring då han segrade med hästen Enrico Abb på Jägersro den 22 januari 2002. Efter avslutade gymnasiestudier på multimedalinjen i Halmstad flyttade Untersteiner till Stockholm för att arbeta som lärling hos Stefan Hultman. Efter tiden hos Hultman följde en tid hos Roger Walmann, i vars stall han var försteman från 2004 och fram till maj 2014. Därefter startade han egen tränarverksamhet i sin hemstad Halmstad. Han utsågs till "Årets Komet" vid Hästgalan 2005. Året därpå tilldelades han även Stig H. Johanssons lärlingsstipendium.
Under tiden hos Walmann fick Untersteiner chansen att delta som kusk i flera storlopp både i Sverige och internationellt. Den 6 oktober 2007 körde han Walmanns stjärnsto Giant Diablo i ett lopp på travbanan The Red Mile i Lexington i Kentucky i USA. Ekipaget vann på nytt världsrekord med kilometertiden 1.08,5 över distansen 1 609 meter (en engelsk mil). Giant Diablos världsrekord över 1 609 meter höll i drygt sju år och tangerades först den 10 maj 2014 av Sebastian K. Rekordet slogs sedan den 29 juni 2014 när Sebastian K. vann på kilometertiden 1.07,7 över 1 609 meter. Untersteiner deltog även i Elitloppet för första gången i 2008 års upplaga som kusk till Walmanns Giant Diablo. Ekipaget tog sig dock inte vidare till final.

### Proffstränare
Johan Untersteiner startade sin egen tränarverksamhet 2014. Han är verksam vid Drömgården i Holm utanför Halmstad i Hallands län.
I 2016 års upplaga av Svenskt Travderby slutade han på tredjeplats med Day or Night In. Han hade som tränare även med Gijon i loppet (slutade oplacerad), som kördes av Erik Adielsson.

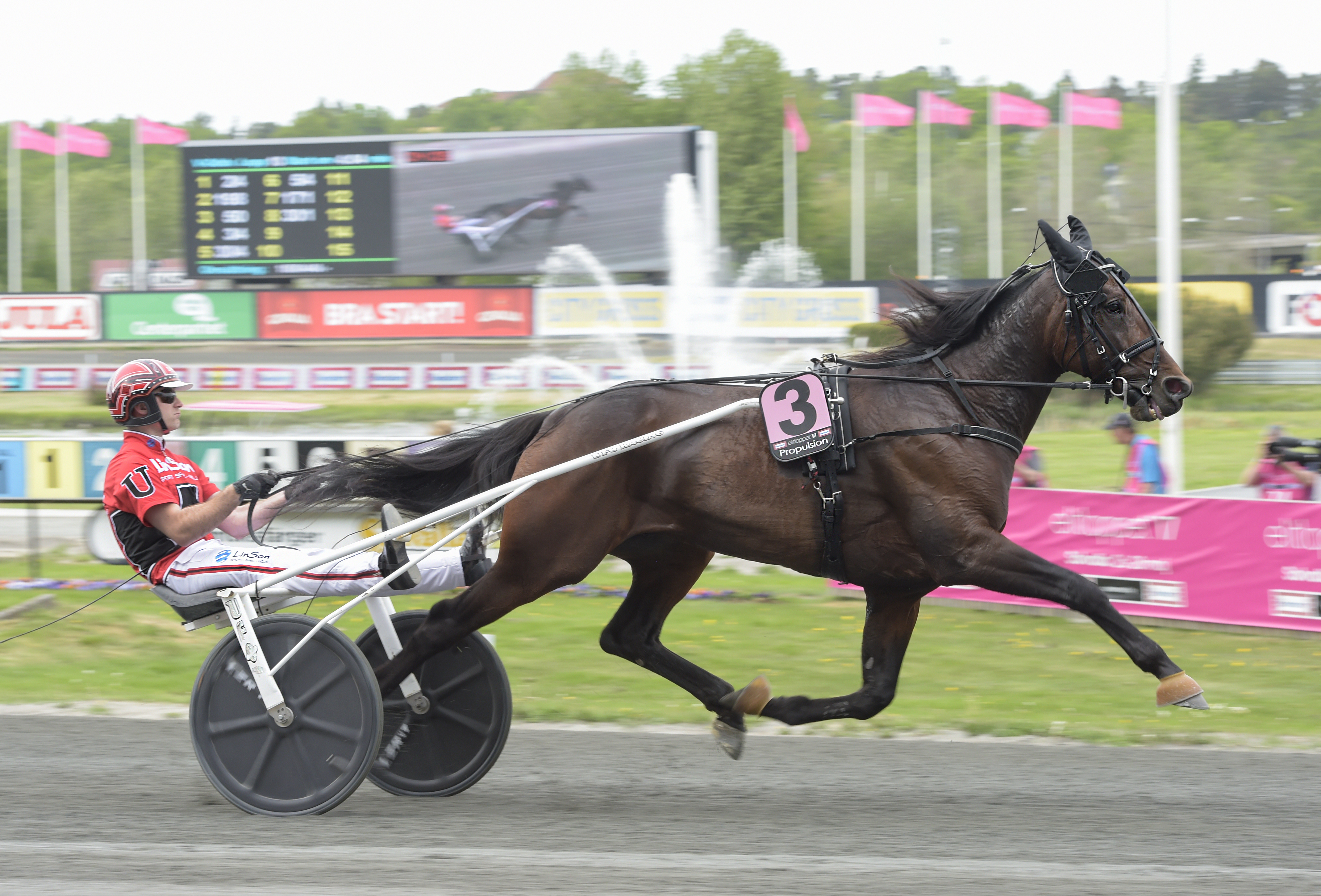
Johan Untersteiner körde Propulsion (tränad av Daniel Redén) i Elitloppet 2017.

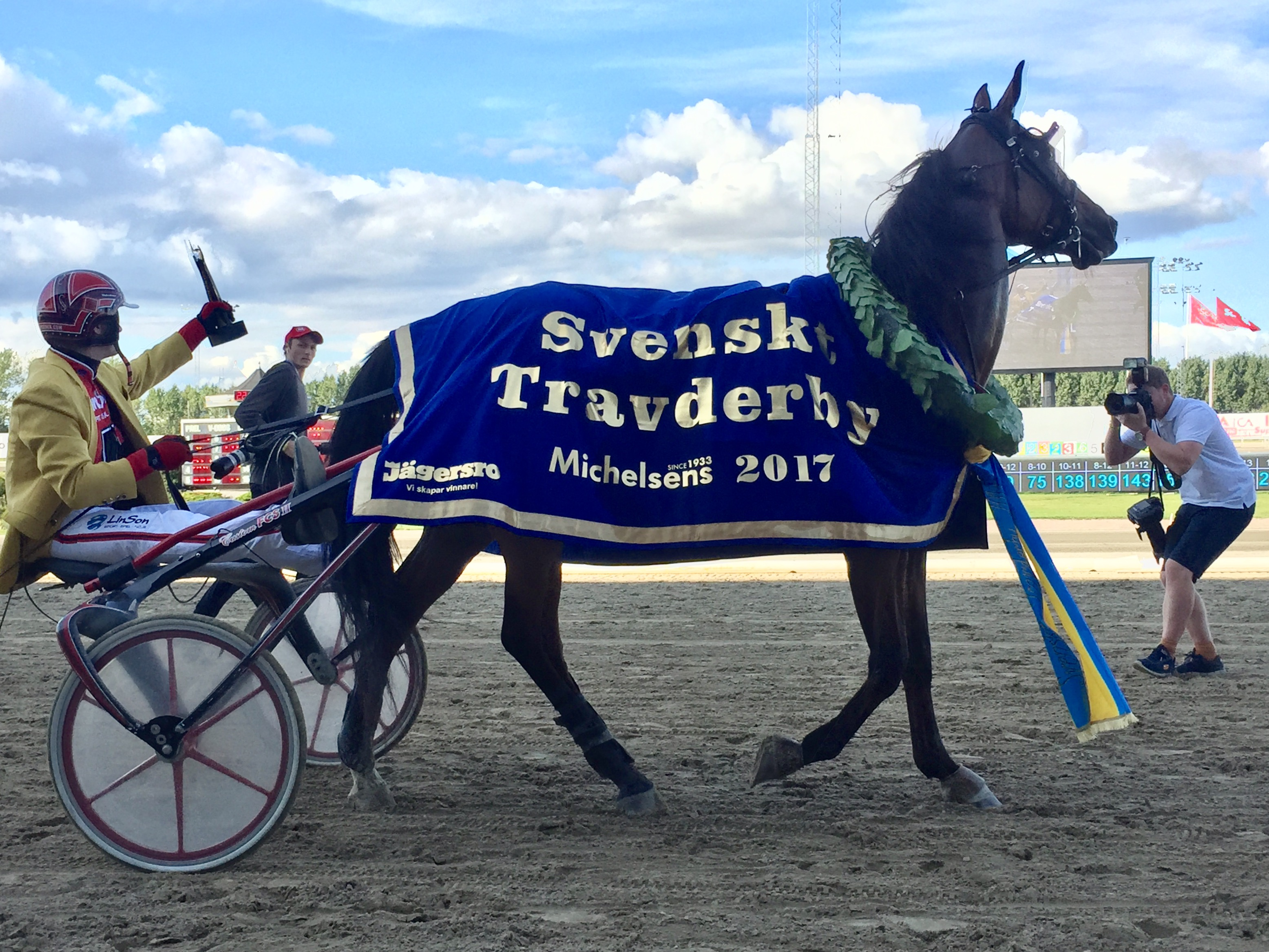
Johan Untersteiner och Cyber Lane efter segern i Svenskt Travderby 2017.

Untersteiner hade sin hittills bästa säsong 2017 med över 20,4 miljoner kronor inkört som tränare. Den 1 februari 2017 då han tog sin 1000:e seger som kusk när han vann lopp med egentränade Gambino Degato på Jägersro. Untersteiner, som då var 32 år gammal, är en av de yngsta någonsin att lyckas med den bedriften. Samma månad tog han även en stor seger då han segrade med Cyber Lane i Margaretas Tidiga Unghästserie den 11 februari på Solvalla.
Under våren och sommaren 2017 hade han även stora framgångar som kusk åt andra tränare. Han fick bland annat chansen att köra Propulsion (tränad av Daniel Redén) i 2017 års upplaga av Elitloppet, med vilken han kom på andraplats i finalen. I efterhand fråntogs Propulsion sin andraplats (liksom alla sina andra resultat på svensk mark) då det 2020 framkom att han varit nervsnittad i sina hovar och inte varit startberättigad. Den 17 juni 2017 segrade Untersteiner i det stora finska loppet Kymi Grand Prix med Carabinieri (tränad av Peter Untersteiner).
Den 23 augusti 2017 på Jägersro kvalade han in tre egentränade hästar (Cyber Lane, Niky Flax och J.H.Mannerheim) till 2017 års upplaga av Svenskt Travderby, vilket var fler än någon annan tränare. Inför finalen, som kördes den 3 september, valde han att köra Cyber Lane själv och anlita Erik Adielsson att köra J.H.Mannerheim och Peter Ingves att köra Niky Flax. Han vann finalen med Cyber Lane och tog därmed sin första Derbyseger och första Grupp 1-seger som tränare. De segrade från ledningen på tiden 1.12,3 över 2640 meter med autostart, vilket var en tangering av Poochais löpningsrekord i loppet från 2014.
Han tog sin första tränarseger i Gulddivisionen den 21 oktober 2017 på Örebrotravet, då han körde egentränade Day or Night In till seger i Express Gaxes Lopp (ett lopp som ingick som ett försökslopp av Gulddivisionen inom V75). Han hade före detta enbart vunnit lopp som kusk i Gulddivisionen. Den 12 november 2017 tog han en trippel i Breeders' Crown-finalerna på Sundbyholms travbana. Ingen annan kusk eller tränare hade tidigare lyckats med bedriften att segra i samma upplagor i minst tre av de fyra Breeders' Crown-finalerna. Han segrade från ledningen i finalerna för 4-åriga ston (med egentränade Unrestricted), 3-åriga ston (med Candy la Marc tränad av Lars Marcussen) och 4-åriga hingstar och valacker (med egentränade Cyber Lane). Segrarna i 4-åringsfinalerna var även hans första tränarsegrar i Breeders' Crown. Den 25 november segrade han i Solvalla Grand Prix med Cyber Lane. Segertiden skrevs till 1.12,1 över distansen 2140 meter, vilket var en tangering av Riff Kronos' löpningsrekord från 2014.
Han utsågs till "Årets Tränare" vid Hästgalan för 2017 den 23 februari 2018. Totalt hade hans hästar sprungit in 20,4 miljoner kronor under året, vilket var ett rekordår för stallet. Stallets största stjärna Cyber Lane tilldelades även priset "Årets 4-åring".
Under Prix d'Amérique-dagen den 28 januari 2018 tog han sin första kombinerade kusk- och tränarseger på Vincennesbanan i Paris. Detta efter att han och Day or Night In segrat från ledningen i Prix Jean-René Gougeon. Med Day or Night In satte han även nytt banrekord på hemmabanan Halmstadtravet den 2 april 2018 i Yngve Larssons Memorial med segertiden 1.09,6 över distansen 1640 meter. Detta var även den dittills snabbaste tiden i Sverige under 2018.
Untersteiner tog över träningen för Pastore Bob inför 2018. Han kom att bli ett stort förvandlingsnummer under våren 2018 för Untersteiner, bland annat tog de en tredjeplats i Prix d'Etain Royal den 21 april 2018. De segrade även i Finlands största lopp Finlandialoppet på Vermo travbana den 5 maj 2018. Efter segern blev Pastore Bob inbjuden till 2018 års upplaga av Elitloppet, vilket gör honom till Untersteiners första häst någonsin i Elitloppet. Den 13 maj 2018 på Charlottenlund Travbane segrade Untersteiner med Cyber Lane i Danmarks största travlopp Copenhagen Cup och efter den segern fick även Cyber Lane en inbjudan till att delta i Elitloppet 2018 och skulle i sådant fall bli Untersteiners andra häst i loppet. Ett par dagar senare meddelade han att han tackar nej till att delta med Cyber Lane, och Pastore Bob blev därmed hans enda häst i 2018 års upplaga av Elitloppet. Elitloppet gick av stapeln den 27 maj 2018 och han kom på åttondeplats i finalen med Pastore Bob.
I maj 2021 segrade Untersteiner i Copenhagen Cup med Cyber Lane. Ett par dagar senare fick hästen en inbjudan till Elitloppet 2021.
I början av 2022 slog han ihop sin tränarrörelse med pappa Peter (ett så kallat popstall). Johan Untersteiner står som tränare på alla hästar, men Peter och Johan tränar alla hästar tillsammans.

## Privatliv
Den 12 mars 2019 meddelades det att Untersteiner och hans sambo Annie Larsson väntar barn, och beräknad födsel var redan i april samma år. Den 9 maj 2019 föddes parets barn, en son.

## Segrar i större lopp

### Grupp 1-lopp
| År   | Lopp                           | Häst              | Kusk               | Tränare            |
| ---- | ------------------------------ | ----------------- | ------------------ | ------------------ |
| 2007 | Breeders' Crown, 3-åriga ston  | Nursery Rhyme     | Johan Untersteiner | Roger Walmann      |
| 2008 | E3-final (korta), h/v          | Conrads Epilog    | Johan Untersteiner | Roger Walmann      |
| 2010 | Breeders' Crown, 4-åriga ston  | Stepping Space    | Johan Untersteiner | Roger Walmann      |
| 2011 | E3-final (korta), ston         | Meramaid Ås       | Johan Untersteiner | Peter Untersteiner |
| 2012 | Europeiskt treåringschampionat | Noble Knight      | Johan Untersteiner | Roger Walmann      |
| 2013 | E3-final (långa), ston         | Mellby Briolett   | Johan Untersteiner | Roger Walmann      |
| 2014 | Stochampionatet                | Neona Princess    | Johan Untersteiner | Peter Untersteiner |
| 2014 | E3-final (korta), ston         | Sheava Vik        | Johan Untersteiner | Jerry Riordan      |
| 2014 | Svenskt Travkriterium          | Je T'Aime Express | Johan Untersteiner | Peter Untersteiner |
| 2015 | Danskt Stoderby                | Ultimate Wine     | Johan Untersteiner | Peter Untersteiner |
| 2016 | Gran Premio Continentale       | Poet Broline      | Johan Untersteiner | Peter Untersteiner |
| 2017 | Kymi Grand Prix                | Carabinieri       | Johan Untersteiner | Peter Untersteiner |
| 2017 | Svenskt Travderby              | Cyber Lane        | Johan Untersteiner | Johan Untersteiner |
| 2017 | Breeders' Crown, 4-åriga ston  | Unrestricted      | Johan Untersteiner | Johan Untersteiner |
| 2017 | Breeders' Crown, 3-åriga ston  | Candy la Marc     | Johan Untersteiner | Lars Marcussen     |
| 2017 | Breeders' Crown, 4-åriga h/v   | Cyber Lane        | Johan Untersteiner | Johan Untersteiner |
| 2018 | Finlandialoppet                | Pastore Bob       | Johan Untersteiner | Johan Untersteiner |
| 2018 | Copenhagen Cup                 | Cyber Lane        | Johan Untersteiner | Johan Untersteiner |
| 2019 | E3-final (korta), h/v          | Aetos Kronos      | Johan Untersteiner | Jerry Riordan      |
| 2020 | Konung Gustaf V:s Pokal        | Aetos Kronos      | Johan Untersteiner | Jerry Riordan      |
| 2021 | Seinäjoki Race                 | Dear Friend       | Johan Untersteiner | Johan Untersteiner |
| 2023 | Konung Gustaf V:s Pokal        | Dancer Brodde     | Johan Untersteiner | Johan Untersteiner |

## Tränarstatistik
Senast uppdaterad 24 februari 2022.
| År   | Starter | 1:a | 2:a | 3:a | Segerprocent | Inkörda pengar |
| ---- | ------- | --- | --- | --- | ------------ | -------------- |
| 2021 | 652     | 128 | 92  | 70  | 20 %         | 15 298 283 kr  |
| 2020 | 651     | 111 | 88  | 86  | 17 %         | 15 183 725 kr  |
| 2019 | 699     | 119 | 113 | 67  | 17 %         | 17 543 315 kr  |
| 2018 | 819     | 140 | 113 | 98  | 17 %         | 19 980 863 kr  |
| 2017 | 734     | 142 | 79  | 97  | 19 %         | 20 401 286 kr  |
| 2016 | 720     | 126 | 104 | 90  | 18 %         | 13 052 238 kr  |
| 2015 | 535     | 105 | 75  | 62  | 20 %         | 8 129 134 kr   |